# Ivan Tsarevitj i Seryj volk
Ivan Tsarevitj i Seryj Volk (Tsarevitj Ivan och den Grå vargen) är en rysk animerad långfilm som utgavs den 29 december 2011. Filmen tjänade enligt Forbes in 29 miljoner dollar i Ryssland och OSS-länderna, med en budget på 7,5 miljoner dollar. Filmbolagets vinst var 4,5 miljoner dollar. Ett spel med samma namn släpptes tidigare av 1C. I slutet av 2013 släpptes en uppföljare till filmen, Ivan Tsarevitj i Seryj volk 2.

## Handling
Den unga prinsessan Vasilisa från Landet långt borta är angelägen om sin utbildning och drömmer om att gifta sig med någon som hon älskar. Hennes far, en äldre tsar, blir besviken över att inte få möjligheten att "slå sig ner" med sin dotter. Under tiden beslutar sig hans minister, under påverkan av en ande, att stjäla den berömda kungliga nyckeln från det hemliga valvet. Enligt denna ande är den bästa planen att gifta sig med Vasilisa. Innan ministern hinner presentera sin plan för kungen meddelar tsaren sin dotter att hon skall gifta sig med den första hon träffar. Detta visar sig vara en Ivan från det angränsande Landet långt borta - en enkel, hårt arbetande och godmodig kille, som drömmer om att bli brandman. Av en slump blir de två kära i varandra på riktigt, en kärlek de tvingas försvara mot en lång rad motgångar. 

## Rollista
| Skådespelare        | Roll                                                |
| ------------------- | --------------------------------------------------- |
| Nikita Jefemov      | Ivan Tsarevitj                                      |
| Artur Smoljaninov   | Grå vargen                                          |
| Tatiana Bunina      | Vasilisa                                            |
| Michail Bojarskij   | Forskarkatt                                         |
| Ivan Ochlobystin    | Tsaren                                              |
| Viktor Suchorukov   | Premiärministern                                    |
| Alexander Bojarskij | Anden (skuggan)                                     |
| Jelena Schulman     | Sjöjungfru / Kvinna med hinkar / Kvinna som brinner |
| Kristina Asmus      | Ekorre                                              |
| Lija Achedzjakova   | Baba-Jaga                                           |
| Sergej Russkin      | Kosjtjej                                            |
| Sergej Garmasj      | Ormen Gorbynytj                                     |
| Oleg Kulikovitj     | Magiskt nystan / Förman / Bogatyr                   |
| Konstantin Bronzit  | Kejsaren                                            |
| Anatolij Petrov     | Kock / Medborgare                                   |

## Filmteamet
- Regissör - Vladimir Toroptjin
- Manusförfattare - Alexander Bojarskij, Rostislav Chajt, Leonid Barats, Sergej Petrejkov (i den slutliga versionen, i eftertexterna, krediteras bara Alexander Bojarskij som manusförfattare) [2] [3]
- Set Designer - Marina Kudrjavtseva
- Kompositör - Valentin Vasenkov
- Arrangör - Igor Rasterjajev

## Utgåvor
- I maj 2011 släpptes filmen på DVD av Mystery of Sound.

## Utmärkelser
- 2012 - XVI All-Russian Festival of Visual Arts i Orljonok - Bästa långfilm. [4]
- 2013 - Open Russian Festival of Animated Films i Suzdal - Bästa långfilm. [5]